# 조지 매크리디

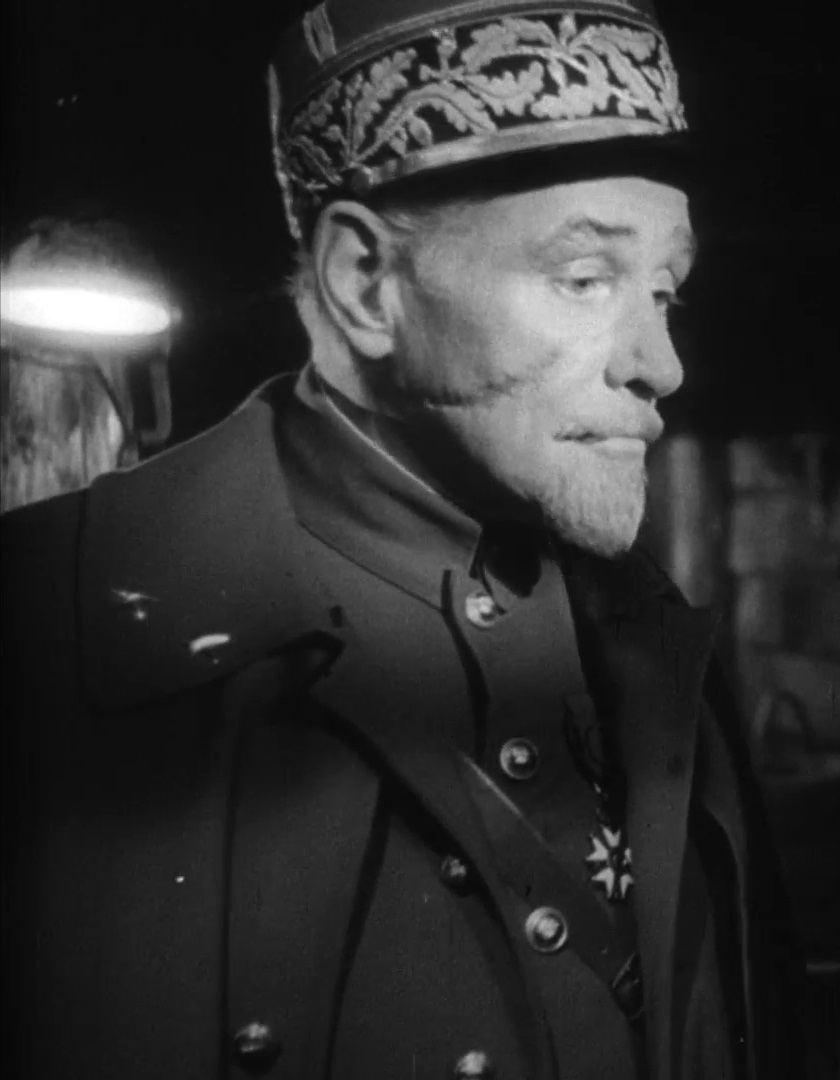

조지 매크리디(George Macready, 1899년 8월 29일 ~ 1973년 7월 2일)는 미국의 배우, 연극 배우, 텔레비전 배우, 영화배우이다.
뉴욕에서 태어났으며 로스앤젤레스에서 사망하였다. 사인은 폐기종이다.

## 영화
- 흡혈귀 요르가 백작 2 (1971년)
- 흡혈귀 요르가 백작 (1970년)
- 도라 도라 도라 (1970년)
- 심야의 화랑 (1969년)
- 더 휴먼 듀플리케이터 (1965년)
- 그레이트 레이스 (1965년) - 쿠스터 장군 역
- 첩보원 0011 (1964년)
- 웨어 러브 해스 곤 (1964년)
- 페이튼 플레이스 - TV 시리즈 (1964년)
- 데드 링거 (1964년)
- 세븐 데이스 인 메이 (1964년)
- 제3의 눈 (1963년)
- 대장 부리바 (1962년)
- 앨리게이터 피플 (1959년)
- 페리 메이슨 (1957년)
- 영광의 길 (1957년)
- 죽음전의 키스 (1956년)
- 베라 크루스 (1954년)
- 줄리어스 시저 (1953년)
- 더 골든 호드 (1951년)
- 사막의 여우 (1951년)
- 타잔 - 렉스 바커 편 3 (1951년)
- 형사 이야기 (1951년)
- 블러드 선장의 운 (1950년) - 리코네테 후작 역
- 블랙 애로우 (1948년)
- 빅 클락 (1948년)
- 더 맨 후 데어드 (1946년)
- 길다 (1946년)
- 송 투 리멤버 (1945년)
- 폴로우 더 보이즈 (1944년)
- 세븐스 크로스 (1944년)